# Teofil Kwiatkowski

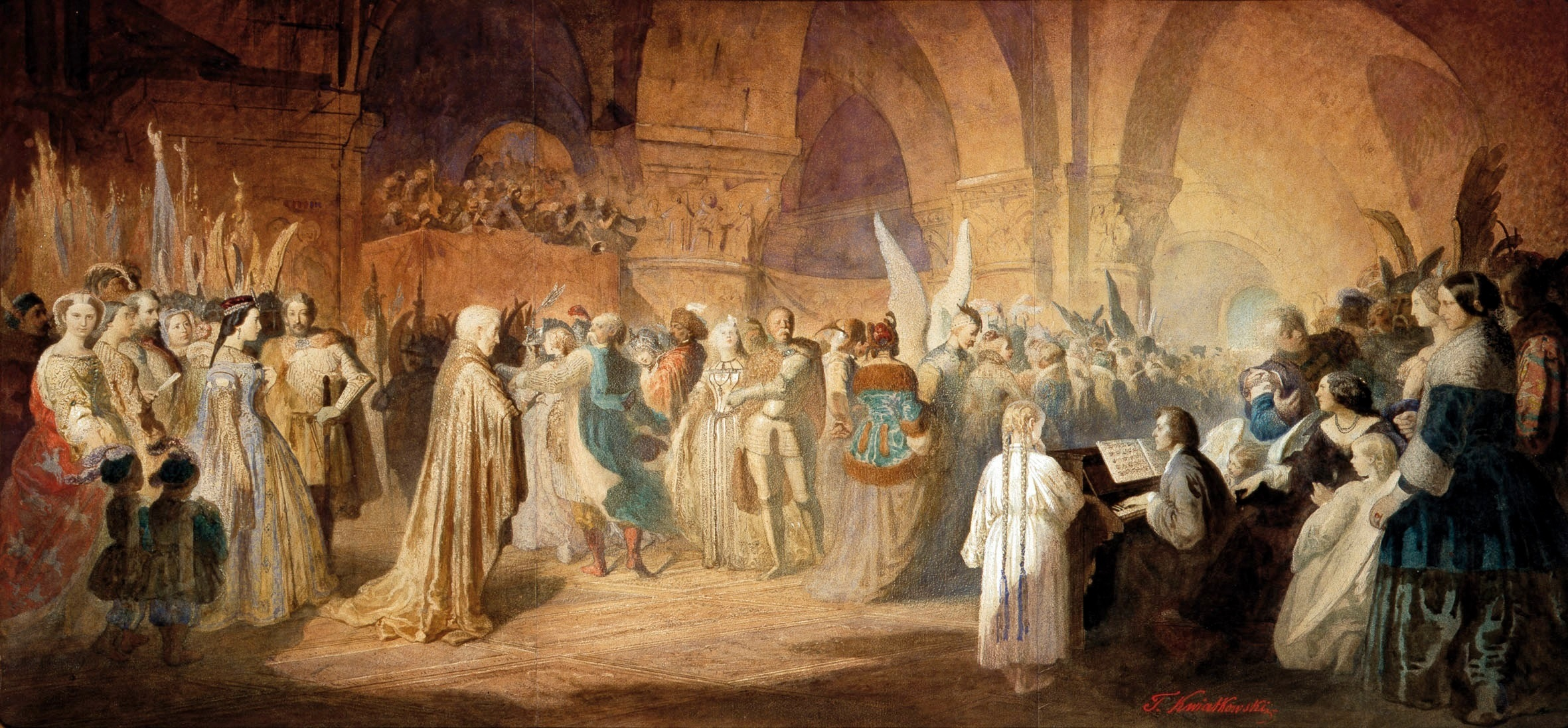
Chopin-polonéz – Bál a Hôtel Lambertben, 1857

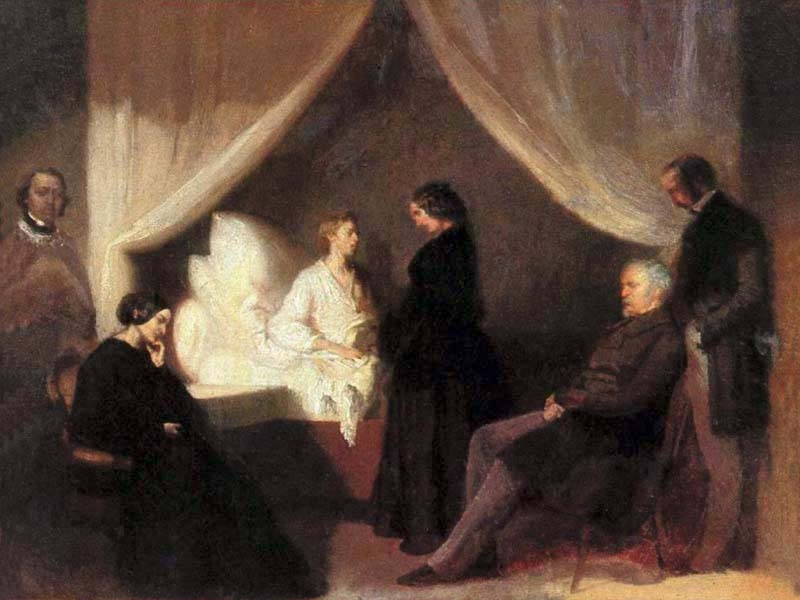
Fryderyk Chopin haldoklása, 1849. (Balról: Aleksander Jełowicki, Ludwika Jędrzejewicz, Marcelina Czartoryska, Wojciech Grzymała és Teofil Kwiatkowski)

Teofil Antoni Jaxa Kwiatkowski (Pułtusk, 1809. február 21. – Avallon, 1891. augusztus 14.) lengyel emigráns festő, a romantika korszakának alakja.

## Élete
Tanulmányait 1825 és 1830 között Varsóban folytatta Antoni Brodowski és Antoni Blanka tanítványaként. 1830-1831 folyamán részt vett a novemberi felkelés fegyveres küzdelmeiben. Ennek bukása után Franciaországba menekült több ezer társával együtt a nagy emigráció tagjaként és sohasem tért vissza Lengyelországba.
Kezdetben rövid ideig Avignonban élt, majd Párizsba költözött, ahol Léon Cogniet iskolájában folytatta festészeti tanulmányait. Fejlődésére jelentős hatással volt Ary Scheffer, Jean Auguste Dominique Ingres, Couture és Eugène Delacroix is. Bejáratos volt az Adam Czartoryski herceg vezette Hôtel Lambert nevű emigráns politikai és társadalmi körbe, s barátja volt Adam Mickiewicz és Chopin, akinek zenéjéhez jelentős illusztrációkat készített.
Számos pasztell és akvarell portrét és miniatúrát alkotott. Munkáit gyakran uralta a táj (sokat kirándult festeni Franciaország szerte, pl. Normandiába, Provenceba és Burgundiába) és szívesen készített allegorikus vagy az elveszett hazával kapcsolatos képeket. Mivel nem látott jól, ezért festészetében elhagyta a részleteket és a lényegre koncentrált, ez főképp portréinak az értékét növelte. Nem volt sikeres festő, tanítványai sem ismertek.
Számos portrét készített Chopinről és halálos ágyánál is jelen volt, a jelenetet Fryderyk Chopin haldoklása címmel festette meg.

## Főbb művei
- Rozbitkowie (A túlélők, 1846)
- Polonez Chopina – Bal w Hotel Lambert w Paryżu (Chopin-polonéz – Bál a Hôtel Lambertben, 1849-1860 (több változat is készült), akvarell és gouache papíron, Poznańi Nemzeti Múzeum)
- Ostatnie chwile Fryderyka Chopina (Fryderyk Chopin haldoklása, 1849 vagy 1850)
- Chopin przy fortepianie (Chopin a zongoránál, 1847 körül)
- Zabawa chłopów polskich (Lengyel parasztok szórakozása, 1861)
- Pejzaż Doliny Cousin koło Avallon (A Cousin völgy Avallon közelében, 1871 után, varsói Nemzeti Múzeum)

Portrék:
- Lenartowicz arcképe (Krakkói Nemzeti Múzeum)
- Adam Czartoryski portréja Paul Delaroche festménye alapján (Poznań)
- Chopin arcképe (krakkói Czartoryski Múzeum) és négy további Chopin-portré
- Hatvan franciaországi lengyel emigráns portréja

## Fordítás
- Ez a szócikk részben vagy egészben a Teofil Kwiatkowski című lengyel Wikipédia-szócikk ezen változatának fordításán alapul.  Az eredeti cikk szerkesztőit annak laptörténete sorolja fel. Ez a jelzés csupán a megfogalmazás eredetét és a szerzői jogokat jelzi, nem szolgál a cikkben szereplő információk forrásmegjelöléseként.